# Polydesmus rupicursor
Polydesmus rupicursor är en mångfotingart som beskrevs av Karl Wilhelm Verhoeff 1907. Polydesmus rupicursor ingår i släktet Polydesmus och familjen plattdubbelfotingar. Inga underarter finns listade i Catalogue of Life.